# 三重県オープンゴルフ選手権競技
三重県オープンゴルフ選手権競技（みえけんオープンゴルフせんしゅけんきょうぎ）は1979年から開催されている男子ゴルフトーナメント。
2020年は新型コロナウイルス感染拡大防止のため、大会史上初の開催中止となった。
優勝選手には賞金150万円のほか、60型液晶テレビや松阪牛10kg、さくらポーク10kgなどの副賞が贈られる。
試合の模様は三重テレビ放送で中継され、2022年には夕方のニュース情報番組「Mieライブ」にて大会の様子が放映された。

## 歴代優勝者
- 1979年 - 出口栄太郎
- 1980年 - 松本紀彦
- 1981年 - 出口栄太郎
- 1982年 - 川上実
- 1983年 - 松本紀彦
- 1984年 - 出口栄太郎
- 1985年 - 高阪喜久
- 1986年 - 出口栄太郎
- 1987年 - 時田陽充
- 1988年 - 服部純
- 1989年 - 藤坂雅文
- 1990年 - 丸岡義明
- 1991年 - 高阪喜久
- 1992年 - 時田陽充
- 1993年 - 松田敏博
- 1994年 - 辻浩二
- 1995年 - 出口栄太郎
- 1996年 - 小山栄治郎
- 1997年 - 小山栄治郎
- 1998年 - 前田真吾
- 1999年 - 小山栄治郎
- 2000年 - 川瀬順次
- 2001年 - 沢田尚
- 2002年 - 尾崎智勇
- 2003年 - 富田雅哉
- 2004年 - 豊田邦裕
- 2005年 - 小山栄治郎
- 2006年 - 浦口裕介[2]
- 2007年 - 永井友之
- 2008年 - 青山浩嗣
- 2009年 - 清水正貴
- 2010年 - 井上優
- 2011年 - 近藤啓介
- 2012年 - 大畑竜也
- 2013年 - 谷岡達哉
- 2014年 - 立石知大
- 2015年 - 原田大介
- 2016年 - 梶川武志
- 2017年 - 森雄貴
- 2018年 - 中村匡志
- 2019年 - 近藤龍一
- 2021年 - 森雄貴
- 2022年 - 浦口裕介[2]
- 2023年 - 原田大介[4]